# Мон-Пелеренське товариство
Мон-Пелеренське товариство (англ. Mont Pelerin Society) — міжнародна неоліберальна організація, що складається з економістів, філософів, істориків, інтелектуалів та керівників підприємств. Члени товариства розглядають MPS як спробу інтерпретувати сучасними поняттями основоположні принципи економічного суспільства, як їх висловили класичні західні економісти, політологи та філософи.
Засновниками товариства були Фрідріх Гаєк, Френк Найт, Карл Поппер, Людвіг фон Мізес, Джордж Стіглер та Мілтон Фрідман. Товариство виступає за свободу слова, політику вільного ринку та політичні цінності відкритого суспільства. Крім того, товариство прагне виявити шляхи, за допомогою яких вільне підприємництво може замінити багато функцій, які в даний час виконуються державними структурами.

## Цілі
У своїй «Заяві про цілі» від 8 квітня 1947 р. вчені були стурбовані небезпеками, з якими стикається цивілізація, зазначивши наступне:
«На великих ділянках поверхні Землі основні умови людської гідності та свободи вже зникли. В інших вони знаходяться під постійною загрозою сучасних тенденцій політики. Позиція особистості та добровільної групи поступово підривається розширенням деспотичної влади. Навіть тому найціннішому володінню західної людини, свободі думки та вираження поглядів, загрожує розповсюдження вірувань, які, претендуючи на привілей толерантності, перебуваючи в становищі меншості, прагнуть лише встановити позицію сили, в якій вони можуть придушити і знищують усі погляди, крім власних.»
Товариство також заявило, що «важко уявити суспільство, в якому свобода може бути ефективно збережена» без «розсіяної влади та ініціативи», пов'язаної з «приватною власністю та конкурентним ринком», й визнало бажаним, серед іншого, вивчити наступні питання :
1. "Аналіз і дослідження природи нинішньої кризи з метою повернення додому інших її важливих моральних та економічних витоків.
2. Перевизначення функцій держави, щоб чіткіше розрізнити тоталітарний та ліберальний порядок.
3. Методи відновлення верховенства права та забезпечення його розвитку таким чином, що люди та групи не можуть зазіхати на свободу інших, а приватні права не можуть стати основою хижацької влади.
4. Можливість встановлення мінімальних стандартів засобами, які не зачіпають ініціативи та функціонування ринку.
5. Методи боротьби з неправомірним використанням історії для сприяння віруванням, ворожим до свободи.
6. Проблема створення міжнародного порядку, що сприяє забезпеченню миру та свободи та дозволяє встановлення гармонійних міжнародних економічних відносин "

Товариство «прагне не встановлювати прискіпливої та перешкоджаючої ортодоксальності», «вести пропаганду» або приєднуватися до якоїсь партії. Вона спрямована на сприяння «обміну думками […], щоб сприяти збереженню та вдосконаленню вільного суспільства».

## Назва
Товариство «Мон Пелерен» було створено 10 квітня 1947 р. на конференції, організованій Фрідріхом Гаєком. Спочатку воно мало називатися Товариством Актона-Токвіля. Після того, як Френк Найт протестував проти присвоєння групі імені двох «римо-католицьких аристократів», а Людвіг фон Мізес висловив занепокоєння тим, що помилки, допущені Актоном і Токвілем, будуть пов'язані з товариством, було прийнято рішення назвати його на честь швейцарського курорту Мон-Пелерен, де воно було утворене.

## Історія
Попередником товариства часто вважається зустріч переважно французької та німецької ліберальної інтелігенції, яку організував у серпні 1938 р. у Парижі французький філософ Луї Руж'є (Louis Rougier). Зустріч була організована для обговорення ідей нового лібералізму американського журналіста Волтера Ліппманна у роботі «Добре суспільство» (1937) через що отримала назву «Колоквіум Волтера Ліппманна».
У 1947 році Фрідріх Гаєк запросив тридцять дев'ять науковців, переважно економістів та деяких істориків та філософів, щоб обговорити стан та можливості класичного лібералізму, його метою була організація, яка протистояла б інтервенціонізму та пропагувала його концепцію класичного лібералізму. Він хотів обговорити, як боротися з «пануванням держави і марксистським або кейнсіанським плануванням [яке] охопило земну кулю».  Перша зустріч відбулася в готелі du Parc у швейцарському селі Мон-Пелерен, недалеко від міста Веве, Швейцарія. Фінансування конференції надходило з різних джерел, включаючи Фонд Вільяма Волкера завдяки Гарольду Лухноу та Банку Англії, завдяки допомозі Альфреда Сенсона-Тейлора. :84 Вільям Раппард, швейцарський академік, дипломат та засновник Вищого інституту міжнародних досліджень, виступив з інавгураційною нарадою товариства. У своєму «Вступному зверненні до конференції у Мон Пелерені» Гаєк згадав «двох людей, з якими я найбільш повно обговорював план цієї зустрічі, обидва не дожили до його реалізації», а саме Генрі Саймонс (який був вчителем Мілтона Фрідмана, майбутнього президента товариства Мон-Пелерен у Чиказькому університеті) та Джон Клапхем, британський історик економіки.
Товариство ставило за мету «сприяти обміну ідеями між науковцями-однодумцями в надії на зміцнення принципів і практики вільного суспільства та вивчення функціонування, чеснот та недоліків ринково-орієнтованих економічних систем». Товариство продовжує регулярно проводити засідання, Загальні збори раз на два роки, а регіональні збори — щороку. Нинішнім президентом Товариства є Педро Шварц Жирон. Він має тісні зв'язки з мережею аналітичних центрів, що частково фінансується Фондом економічних досліджень Атласу . 

## Вплив
Гаєк наголосив, що суспільство повинно бути науковою спільнотою, яка виступає проти колективізму, не займаючись при цьому зв'язками з громадськістю та пропагандою. MPS стало частиною міжнародного руху аналітичних центрів, і Гаєк використав його як форум, щоб заохотити таких членів, як Ентоні Фішер, йти шляхом аналітичного центру. Фішер створив Інститут економічних питань (МЕА) в Лондоні протягом 1955 року, Манхеттенський інститут досліджень політики в Нью-Йорку в 1977 році та Фонд економічних досліджень Атласу в 1981 році. Зараз відома як Atlas Network, вони підтримують широку мережу аналітичних центрів, включаючи Інститут Фрейзера. 
Серед видатних членів товариства Мон Пелерен, які просувались на політичні посади, були покійний канцлер Західної Німеччини Людвіг Ерхард, президент Італії Луїджі Ейнауді, голова Ради Федерального резерву Артур Ф. Бернс та державний секретар Джордж Шульц. Серед видатних політичних діячів сучасності колишній президент Чехії Вацлав Клаус та в.о. політики, такі як прем'єр-міністр Шрі-Ланки Раніл Вікремазінге, колишній канцлер казначейства Сер Джеффрі Хау з Великої Британії, колишній міністр закордонних справ Італії та міністр оборони Антоніо Мартіно, міністр фінансів Чилі Карлос Касерес і колишній новий Міністр фінансів Зеландії Рут Річардсон — усі члени Товариства. З 76 економічних радників штату передвиборчої кампанії Рональда Рейгана у 1980 році 22 були членами Товариства.
Кілька провідних журналістів, серед яких оглядач Пулітцерівської премії Волтер Ліппманн, колишній радикал Макс Істмен (тодішній редактор журналу Reader's Digest), Джон Чемберлен (колишній редактор журналу Life), Генрі Гацліт (колишній фінансовий редактор The New York Times та оглядач для Newsweek), Джон Давенпорт (власник редакційних посад у Фортуні та Барроні) та Фелікс Морлі (редактор «Пулітцерівської премії» The Washington Post). Члени MPS також були добре представлені в Комітеті Премії з економічних наук пам'яті Альфреда Нобеля.
Вісім членів MPS, Фрідріх Гаєк, Мілтон Фрідман, Джордж Стіглер, Моріс Алле, Джеймс М. Бьюкенен, Рональд Коуз, Гері Беккер та Вернон Сміт отримали Нобелівську премію в галузі економічних наук. Греем Макстон та Йорген Рандерс зазначають, що не дивно, що так багато членів MPS отримали Нобелівську премію в галузі економічних наук, оскільки MPS допомогла створити цю нагороду, зокрема, для легітимації економічного мислення на вільному ринку.
У 2014 році у звіті Global Index To Think Tank Index (Think Tanks and Civil Societies Program, University of Pennsylvania) MPS відзначається проведенням 9-ї (з 55) «Конференції найкращих аналітичних центрів».
У 2018 році швейцарська фінтех-компанія Finch Mt Pelerin назвала себе на честь товариства Мон Пелерен як доказ цінностям, які відстоює організація.

## Минулі президенти
Багато відомих економістів виконували функції президента товариства «Мон Пелерен»:
- Фрідріх Гаєк — Велика Британія, 1947—1961
- Вільгельм Рьопке — Швейцарія, 1961—1962
- John Jewkes — Велика Британія, 1962—1964
- Фрідріх Лутц — Германія, 1964—1967[13]
- Bruno Leoni — Італія, 1967—1968
- Günter Schmölders — Германія, 1968—1970
- Мілтон Фрідман — США, 1970—1972
- Arthur Shenfield — Велика Британія, 1972—1974
- Gaston Leduc — Франція, 1974—1976
- Джордж Стіглер — США, 1976—1978
- Manuel Ayau — Гватемала, 1978—1980
- Chiaki Nishiyama — Японія, 1980—1982
- Lord Harris of High Cross — Велика Британія, 1982—1984
- Джеймс Макгілл Б'юкенен — США, 1984—1986
- Herbert Giersch — Германія, 1986—1988
- Antonio Martino — Італія, 1988—1990
- Гері Беккер — США, 1990—1992
- Max Hartwell — Велика Британія, 1992—1994
- Pascal Salin — Франція, 1994—1996
- Edwin Feulner — США, 1996—1998[14]
- Ramón Díaz — Уругвай, 1998—2000
- Christian Watrin — Германія, 2000—2002
- Leonard P. Liggio — США, 2002—2004
- Victoria Curzon-Price — Швейцарія, 2004—2006
- Greg Lindsay — Австралія, 2006—2008
- Deepak Lal — США, 2008—2010
- Kenneth Minogue — Велика Британія, 2010—2012
- Allan H. Meltzer — США, 2012—2014
- Pedro Schwartz — Іспанія, 2014—2016
- Пітер Бьотке — США, 2016—2018[15]
- John B. Taylor — США, 2018—2020
- Linda Whetstone — Велика Британія, 2020– present[16]

## Інші помітні учасники
- Моріс Алле — французький фізик та економіст
- Karl Brandt — німецько-американський економіст у галузі сільського господарства
- Götz Briefs — німецький економіст
- Аарон Діректор — професор у University of Chicago Law School
- Людвіг Ергард — федеральний канцлер ФРН (1963—1966), міністр економіки (1949—1963) в уряді Конрада Аденауера
- Frank Graham — американський економіст
- Генрі Гацліт — американський журналіст
- F. A. Harper — американський економіст
- Trygve Hoff — норвезький економіст та журналіст
- Бертран де Жувенель — французький філософ та політекономіст
- Вацлав Клаус — чеський економіст та політик
- Френк Найт — економіст у Chicago school
- Фріц Махлуп — австрійсько-американський економіст
- Сальвадор де Мадаріага — іспанський дипломат та письменний
- Лорен Міллер — американський громадянський реформатор та лібертаріанський активіст
- Людвіг фон Мізес — австрійський економіст
- Felix Morley — американський журналіст
- Майкл Поланьї — угорський та британський хімік, економіст та філософ науки
- Карл Поппер — австрійський та британський філософ
- William Rappard — американський академік та дипломат
- Леонард Рід — американський засновник Фонду економічної освіти
- Ліонель Роббінс — британський економіст
- Герберт Тінгстен — шведський політолог та журналіст
- Cicely Wedgwood — британський історик
- Джордж Рісман — американський економіст

## Рада директорів 2008—2010
- Діпак Лал — президент (США / Велика Британія)
- Грег Ліндсей — старший віце-президент (Австралія)
- Іамон Батлер — віце-президент (Велика Британія)
- Дж. Р. Кларк — віце-президент (США)
- Вікторія Керзон-Прайс — віце-президент (Швейцарія)
- Пітер Куррілд-Клітгаард — віце-президент (Данія)
- Майкл Цоллер — віце-президент (Німеччина)
- Карл-Йохан Вестхольм — секретар (Швеція)
- Едвін Дж. Фолнер — скарбник (США)
- Енріке Герсі — директор (Перу)
- Джанкарло Ібаргуен — директор (Гватемала)
- Хіроміцу Ісі — директор (Японія)
- Сурі Ратнапала — режисер (Австралія)
- Веселін Вукотич — директор (Чорногорія)
- Лінда Вітстоун — директор (Велика Британія)

## Інші відомі члени
- Армен Алчіан[17]
- Martin Anderson (economist)[17]
- John A. Baden[18]
- Danny Julian Boggs[17]
- Rhodes Boyson[17]
- William L. Breit[17]
- Yaron Brook[19]
- Вільям Френк Баклі-молодший[20]
- Steven N. S. Cheung[17]
- Warren Coats[17]
- Гарольд Демсец[17]
- Donald J. Devine[17]
- Ross Eckert
- John Exter[17]
- Девід Діректор Фрідман[17][21]
- Hannes Hólmsteinn Gissurarson[17]
- Отто фон Габсбург[17]
- Ronald Hamowy[17]
- Steven F. Hayward[22]
- George Hilton[17]
- Ізраель Кірцнер[17]
- Чарльз Кох[17]
- Henri Lepage[17]
- Leon Louw[17]
- Henry Maksoud[17]
- Henry Manne[17]
- Paul McCracken[17]
- Marcel van Meerhaeghe[17]
- Ernst-Joachim Mestmäcker[17]
- Maurice Newman[17]
- John O'Sullivan[17]
- J. Howard Pew[23]
- William H. Peterson[17]
- Madsen Pirie[17]
- Річард Познер[24]
- Enoch Powell[25]
- Alvin Rabushka[17]
- Richard W. Rahn[26]
- Alan Reynolds[17]
- Ljubo Sirc[17]
- Beryl W. Sprinkel[17]
- Гордон Таллок[17]
- Маріо Варгас Льйоса[27]
- Leland B. Yeager[17]

## Подальше читання
- Р. М. Хартвелл (1995), Історія товариства Мон Пелерена (Індіанаполіс: Фонд свободи).ISBN 978-0865971363 .OCLC 32510484 and 683676105 OCLC 32510484 , 683676105
  - Рецензент: Вільям Х. Петерсон (липень 1996), Історія товариства Мон Пелерен Р. М. Хартвелл (огляд книги), Фрімен, Фонд економічної освіти
- Daniel Stedman Jones (2012). Masters of the Universe: Hayek, Friedman, and the Birth of Neoliberal Politics. Princeton UP. ISBN 978-1400851836.
- Філіп Плікерт (2008): Wandlungen des Neoliberalismus. Eine Studie zu Entwicklung und Ausstrahlung der Mont Pèlerin Society . (Штутгарт: Lucius & Lucius Verlag).ISBN 978-3828204416 .OCLC 243450906OCLC 243450906
- Philip Mirowski, ред. (2009). The Road from Mont Pèlerin: The Making of the Neoliberal Thought Collective (PDF). Harvard University Press. ISBN 978-0674033184. OCLC 257554337. Архів оригіналу (PDF) за 8 березня 2021. Процитовано 28 лютого 2021. OCLC 748925780
  - Переглянуто в:Kaza, Greg (30 березня 2010). Deconstructing neo-liberal ideas (Commentary; Book Review). The Washington Times. Процитовано 25 травня 2013. «Деконструкція неоліберальних ідей (коментар; огляд книги)» . The Washington Times . Отримано 25 травня 2013 року — через Інтернет-бібліотеку Questia.
- Ангус Бургін (2012), The Great Persuasion: Reinventing Free Markets since the Depression [Архівовано 26 лютого 2021 у Wayback Machine.] (Cambridge, MA: Harvard University Press)ISBN 978-0674058132 .OCLC 791491622 and 844090781OCLC 791491622 , 844090781
- Quinn Slobodian (2018). Globalists: The End of Empire and the Rise of Neoliberalism. Harvard University Press. ISBN 9780674979529. The postwar neoliberal movement was born in the midst of the ITO drama, and some of its members played a starring role in it. As delegates met in Geneva in the spring of 1947 to draft the world trade charter, a group of intellectuals gathered at the other end of the lake at the base of Mont Pèlerin. Taking their name from the location, the Mont Pèlerin Society (MPS) became the germ of what its organizer Hayek called 'the neoliberal movement.'